# Нелидово
Нелидово (рус. Нелидово) град је на северозападу европског дела Руске Федерације и административни центар Нелидовског рејона смештеног у југозападном делу Тверске области.
Према проценама националне статистичке службе, у граду је 2014. живело 21.020 становника.

## Географија
Град Нелидовово налази се у југозападном делу Тверске области, у географској регији означеној као Оковска шума (јужна микроцелина Валдајског побрђа). Лежи на обали реке Меже (притоке Западне Двине), на око 230 километара југозападно од административног центра области, града Твера.
Нелидово је важна железничка станица на железничкој линији Москва—Великије Луки.

## Историја
Територија на којој се налази данашњи град је током XII века ушла у састав Смоленске кнежевине, а средином XIV века постаје делом Литванске кнежевине. Подручје остаје делом литванске државе и након споразума о разграничењу између руских и литванских кнежевина из 1449. којим је граница у том подручју изједначена са коритом реке Меже.
У летописима из XV века помиње се село Јоткино чији положај одговара положају данашњег града. Насељено место Нелидово појавило се на службеним картама крајем 1901. као насеље уз железничку станицу четвртог ранга Нелидово, а име потиче од руског племићког рода Нелидови (рус. Нелидовы). Станица је основана као услужна трговачка станица за град Бели који се налази око 50 километара јужније. Убрзо је недалеко од насеља отворена и прва пилана, после и фабрика за производњу шперплоча, а привредни успон био је праћен растом популације, што је довело до оснивања правог урбаног насеља. Почетком 1940. године отворен је и први мањи рудник, чији циљ је било истраживање рудних и фосилних богатстава у том крају (превасходно наслага угља).
Привредни напредак је заустављен током Другог светског рата, посебно током фашистичке окупације која је трајала од 29. јуна 1941. до 25. фебруара 1942. године. Иако је током окупације град готово до темеља разрушен, брзо је обновљен. Рударска активност која је започела непосредно пре рата обновљена је почетком 1950-их година. Експлоатација угља која је трајала све до 1996. доносила је знатне приходе становницима тог краја. Рекордна производња угља остварена је 1975. године када је изважено око 1.019.218 тона угља.
Нелидово има службени статус града од 24. марта 1949. године. Од 1964. године једна улица у Москви носи име Нелидовска.

## Демографија
Према подацима са пописа становништва 2010. у граду је живело 22.896 становника, док је према проценама за 2014. град имао 21.020 становника.
| 1939. | 1959.  | 1970.  | 1979.  | 1989.  | 2002.  | 2010.  | 2014.   |
| ----- | ------ | ------ | ------ | ------ | ------ | ------ | ------- |
| 4,103 | 26,465 | 29,813 | 29,045 | 30,044 | 26,154 | 22,896 | 21,020* |

Напомена: * према проценама националне статистичке службе.

## Галерија
- Градска железничка станица
- Биоскоп „Спутњик“
- Споменик рударима
- Дом културе
- Једна од градских улица